# Кубок России по регби 2017
Кубок России по регби 2017 — главный российский кубковый регбийный турнир, который проводится по системе с выбыванием, 24 по счету.  Розыгрыш Кубка сезона 2017 начался с 1/32 финала. На каждой стадии розыгрыша Кубка команды провели по одному матчу.

В розыгрыше Кубка, как и в 2016 году, приняли участие и профессиональные, и любительские регбийные клубы.

Финал прошёл 13 августа 2017 года на стадионе Красный Яр в Красноярске.  В финале встретились красноярский Енисей-СТМ и ВВА-Подмосковье.  Обладателем Кубка в 6-й раз стал Енисей-СТМ, победивший в финале со счетом 26:19.
На пути к финалу «Енисей-СТМ» в 1/8 финала обыграл любительский клуб Журбол (Красноярск) со счетом 0:126, в 1/4 финала Империя (Пенза) 10:43, а в 1/2 финала Красный Яр 3:10.

ВВА в четвертьфинале обыграли клуб Булава (Таганрог), в полуфинале Кубань (Краснодар).

Енисей-СТМ в шестой раз в своей истории завоевал Кубок России.

## Матчи

### Полуфиналы
| 2017-07-15 | Кубань | 18-26 | ВВА-Подмосковье | Труд, Краснодар |
| 2017-07-15 | Отчет  |       |                 | Труд, Краснодар |

| 2017-07-18 | Красный Яр | 3-10 | Енисей-СТМ | Красный Яр, Красноярск |
| 2017-07-18 | Отчет      |      |            | Красный Яр, Красноярск |

### Финал
| 2017-08-13 | Енисей-СТМ                                                            | 26-19 | ВВА-Подмосковье                      | Красный Яр, Красноярск Зрителей: 2000 Судья: Михаил Лебедев |
| 2017-08-13 | Попытки: Качарава (2) Реализации: Кушнарев (2) Штрафные: Кушнарев (4) | Отчет | Попытки: 1 Реализации: 1 Штрафные: 4 | Красный Яр, Красноярск Зрителей: 2000 Судья: Михаил Лебедев |